# 王之玺
王之玺（1906年12月8日—2001年1月20日），中国冶金学家。河北行唐人。

## 生平
1931年毕业于天津北洋大学。中国金属学会高级工程师。为中国金属学会的创建和发展做出了贡献。1955年选聘为中国科学院院士（学部委员）。